# Brassac (Tarn)
Brassac è un comune francese di 1 293 abitanti situato nel dipartimento del Tarn nella regione dell'Occitania.

## Storia

### Simboli
Lo stemma di Brassac presenta due scudi accollati: quelli degli antichi comuni di Brassac de Belfortès (cinque punti di verde equipollenti a quattro d'oro) e di Brassac de Castelnau (di rosso palizzato d'argento di due pezzi e mezzo) che si fusero tra il 1790 e il 1794 per formare il comune di Brassac.

## Società

### Evoluzione demografica
Abitanti censiti